# Mladen II Šubić
Mladen II Šubić (in croato Mladen II Šubić Bribirski; in ungherese bribiri Subics Mladen; 1270 circa – 1341 circa) fu un membro della nobile famiglia croata dei Šubić, oltre che bano di Croazia e signore della Bosnia tutta.
Dopo essere succeduto al padre Paolo, consolidò ulteriormente il dominio dei Šubić e portò Stefano Kotromanić ad amministrare la Bosnia sotto la sua signoria. A mano a mano che trascorrevano gli anni, i Šubić vissero una fase di indebolimento del proprio potere conclusosi con un ammutinamento delle città dalmate e della nobiltà croata nel 1322. Ciò spinse Mladen a scontrarsi con i suoi avversari militarmente, ma ne uscì sconfitto nella battaglia di Bliska e fu in seguito imprigionato da Carlo I d'Ungheria, di cui in precedenza i Šubić avevano favorito l'ascesa al trono in Ungheria. Mladen continuò a costituire delle istituzioni statali e delle corti, con il risultato che il suo governo de facto portò all'ulteriore sviluppo degli ideali cavallereschi in Croazia.

## Contesto storico

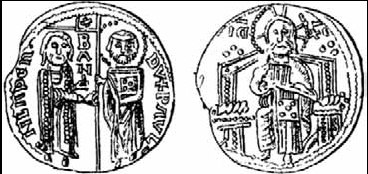
Monete emesse sotto Paolo I Šubić in cui si legge DVX PAVL – BAN –MLADEN

Nato nel 1270 circa, Mladen II fu battezzato come Giovanni, in onore di Giovanni Battista, il santo patrono dei Šubić.
A seguito di una frattura dinastica nella monarchia dell'Ungheria e della Croazia, il padre di Mladen, Paolo, seppe affermarsi gradualmente come potente oligarca e riuscì ad affermare il suo dominio personale su tutta la Croazia e la Dalmazia, distribuendone le terre tra i membri della sua famiglia. Amministrò quanto possedeva dalla sua città fortificata di Bribir, dove eresse, insieme al suo castello, la basilica a tre navate di Santa Maria all'interno del convento francescano.
Dopo l'estinzione della dinastia degli Arpadi, Paolo favorì l'ascesa al trono degli Angioini, benché il loro potere sulle terre detenute dalla famiglia dei Šubić rimase solo nominale per tutta la durata della loro parentesi al potere. Paolo intraprese campagne estese e ampliò significativamente il suo dominio verso est, in Bosnia e in Zaclumia, e combatté anche con successo contro la Repubblica di Venezia, prendendo la capitale dalmata Zara. Fu il nobile croato più potente alla fine del XIII secolo e inizio del XIV secolo, riuscendo persino a emettere una propria moneta.

## Biografia

### Primi anni
Mladen II Šubić era il primogenito di Paolo I Šubić, il nobile croato più potente alla fine del XIII secolo e all'inizio del XIV secolo, e la sua prima moglie, il cui nome resta ignoto. Per quanto riguarda la data della sua nascita, non si conoscono informazioni certe, ma si suppone che nacque intorno al 1270. Mladen II aveva tre fratelli, ovvero Giorgio II, Gregorio III e Paolo II.
Dopo la morte dello zio, il bano di Bosnia Mladen I Šubić nel 1304, suo padre Paolo I dovette guidare lui stesso un esercito per sbaragliare coloro che si opponevano alla famiglia dei Šubić. Uscendone vittorioso, nel 1305 assunse il titolo di "signore della Bosnia tutta" (totius Bosniae dominus), e cedette il titolo di bani a Mladen. Dopo la presa veneziana di Zara, fu eletto duca di quella città dagli abitanti e assunse altresì il titolo di "principe di Dalmazia". Le sue truppe parteciparono anche a una successiva battaglia conditta contro la Repubblica di Venezia con l'intento di riprendere la città. Governò la Bosnia sotto suo padre, ma dopo la morte di Paolo, il 1º maggio del 1312, la situazione in Bosnia e Croazia divenne più caotica.

### Ascesa

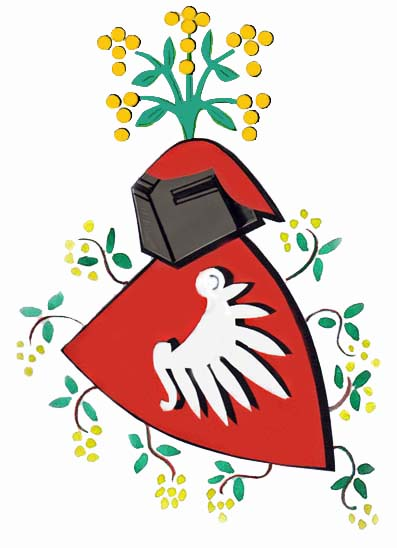
Stemma della famiglia dei Šubić

Mladen ereditò un dominio tutto sommato molto saldo che comprendeva l'intera Croazia, la Bosnia, la Zaclumia e varie città dalmate lungo la costa adriatica. Sua moglie Elena era imparentata con gli Angioini, e Mladen avevano già concordato dei contratti di matrimonio per i loro figli con i conti di Gorizia, che avrebbero potuto servire come preziosi alleati nella guerra contro la Venezia.
Mladen fiaccò notevolmente i tentativi veneziani di rinsaldare il proprio dominio su Zara comprando il capo dei loro mercenari, circostanza che arginò notevolmente il loro potenziale sulla terraferma. Tuttavia, nel settembre del 1313 non si oppose a un più saldo dominio veneziano, sia pur a condizione che alla città fosse riservata notevole autonomia. Pur avendo rinunciato al titolo di duca di Zara, gli fu concessa la cittadinanza locale sotto il patronato veneziano entro il 1314. Così facendo, coltivò relazioni solide e costruttive con la città e accettò l'acquisizione di Venezia.
Dovette scongiurare una prima grave problematica nella primavera del 1315, quando il capitano e il potestà della città di Traù, Matteo di Zori, espulse i membri della famiglia Andreis durante una lotta interna alla città. Sebbene non si trattasse di un atto diretto specificatamente contro la figura di Mladen, gli espulsi ricevettero il suo sostegno e, di conseguenza, si generarono dei dissapori. Mladen chiese agli abitanti «di inviargli un documento un bianco, su cui avrebbe scritto qualsiasi cosa volesse dalla città» e quaranta ostaggi, una richiesta questa respinta dal consiglio comunale. Temendo l'ira di Mladen, gli abitanti decisero anche di distruggere il monastero fuori dalle mura cittadine, per impedire che venisse utilizzato come base militare contro la città. Nonostante l'incidente, la situazione non peggiorò e Mladen permise a Matteo di mantenere la sua posizione. Tuttavia, impose una grossa sanzione a Zara. Matteo Zori strinse dei contatti con i membri della corte di Mladen per assicurarsi uno status migliore. Nel 1317, Matteo Zori fu infine estromesso dalla sua posizione e costretto all'esilio da alcuni elementi esterni, con l'aiuto della città di Sebenico, un atto che fu sostenuto da Mladen. Impose ulteriori sanzioni alla città e ai sostenitori di Matej nel 1318.
Oltre a Traù, dovette affrontare anche problemi con la nobiltà croata. Ereditò una disputa da suo padre riguardo a Jablanac, con il nobile Federico III Francopane di Veglia, sebbene ciò non rappresentasse una minaccia significativa. Una problematica ancora maggiore emerse per via di una ribellione dei conti Nelipić e dei Kurjaković nell'inverno del 1316-1317, probabilmente in relazione ai suoi conflitti contro i principali aristocratici della Slavonia, i Babonić. Le sommosse ai conclusero poco dopo.
Dopo la morte di Stefano Dragutin di Serbia, occupò i territori settentrionali dell'odierna Bosnia ed Erzegovina, Usora e Soli. Questo atto provocò una rappresaglia della vicina Rascia, che attaccò i territori di Šubić da Ston. Nel 1318, si unì alla crociata di Filippo di Taranto, l'imperatore latino in carica e cugino di sua moglie, contro il re di Rascia, Milutin. Mladen invase la Rascia dalle sue terre in Zaclumia e conseguì degli iniziali successi, ma dovette ritirarsi negli anni successivi. In seguito, suo fratello minore Giorgio II (duca di Omiš) fu dato in ostaggio alla parte avversa come parte dei negoziati di pace, dopodiché inviato nella città di Ragusa per sicurezza.
L'autorità di Mladen si rivelò impopolare tra la nobiltà della Bosnia, in particolare tra i sostenitori del vecchio bano bosniaco Stefano II Kotromanić. Nel tentativo di placare gli animi avversi, strinse dei saldi rapporti con i Kotromanić e combinò un matrimonio tra lui e una delle figlie di Meinardo di Ortenburg. Adottò altresì una posizione tollerante nei confronti dei krstjani (i membri della Chiesa bosniaca) della Bosnia, una comunità religiosa ritenuta troppo vicina al bogomilismo, circostanA che lo portò in conflitto con la Santa Sede. In seguito, per riappacificare la Bosnia, nel 1322 nominò Stefano quale bano locale.

### Ultimi anni e crisi

I domini di Mladen nel 1312, dopo la morte di Paolo I

Nel 1319 si verificarono ulteriori tumulti nella città di Sebenico, la città che era stata più leale nei confronti della famiglia dei Šubić. Le cause non risultano note, mentre invece si sa che gli abitanti della città domandarono la mediazione di Venezia. La ribellione fu presa molto sul serio da Mladen, poiché offriva un'opportunità a Venezia di ingerire fortemente negli affari di Mladen. Imprigionati i principali fomentatori, Mladen dovette affrontare una seconda insurrezione di Sebenico nel 1321/1322, a cui presto si unì Traù. Mladen attaccò e saccheggiò per primo i dintorni di Sebenico, che fu cinta d'assedio della città stessa. Ordinò poi che i fomentatori fossero portati davanti alla città e giustiziati in piena vista. Questo atto non fece che aggravare il conflitto e provocò l'ammutinamento di altri membri della nobiltà croata, tra cui il fratello minore Paolo II, che all'epoca era duca di Traù. Questa serie di tumulti finì per spingere la Serenissima a interferire nel marzo del 1322, con Sebenico che accettò il dominio veneziano e ricevette una flotta per difenderla dai tentativi di rappresaglia di Mladen. Paolo II e la città di Traù strinsero un'alleanza con l'obiettivo di deporre Mladen e sostituirlo con Paolo. Nonostante ciò, Traù accettò anche la supremazia di Venezia, dichiarando però che la sua lealtà era innanzitutto riposta in Carlo I d'Ungheria, suo signore supremo. Ciò costrinse Mladen a convocare un'assemblea della nobiltà croata per ottenere appoggio e attenuare le tensioni con le città dalmate. Il tentativo non ebbe successo, poiché l'assemblea esacerbò ulteriormente gli animi del resto della nobiltà nei suoi confronti.
Il conflitto fornì a re Carlo un pretesto, in quanto egli ne approfittò per ridurre il potere degli aristocratici in Croazia adducendo come pretesto che occorreva arginare l'autorità di Mladen in quella regione. Il re nominò un nuovo bano di Croazia, Giovanni Babonić, e insieme a lui partì per affrontare Mladen. La prima battaglia ebbe luogo nei pressi di Sebenico e terminò con una sconfitta per le truppe di Mladen, costrette a ripiegare a sud. I soldati di Traù, Sebenico e Venezia saccheggiarono la città di Scardona. La seconda e decisiva schermaglia, la battaglia di Bliska, ebbe luogo vicino alla fortezza di Clissa. L'esercito di Mladen era composto dalle sue truppe, da quelle di suo fratello Giorgio II, così come dai valacchi e dai membri della nobiltà minore della regione della Poglizza. L'esercito avversario era composto da truppe reali sotto il comando di Giovanni Babonić e della nobiltà croata (che includeva Paolo II Šubić) e dei combattenti di Traù e Sebenico. La battaglia si concluse con la vittoria della coalizione, costringendo Mladen a spostarsi più a sud nella fortezza di Clissa.

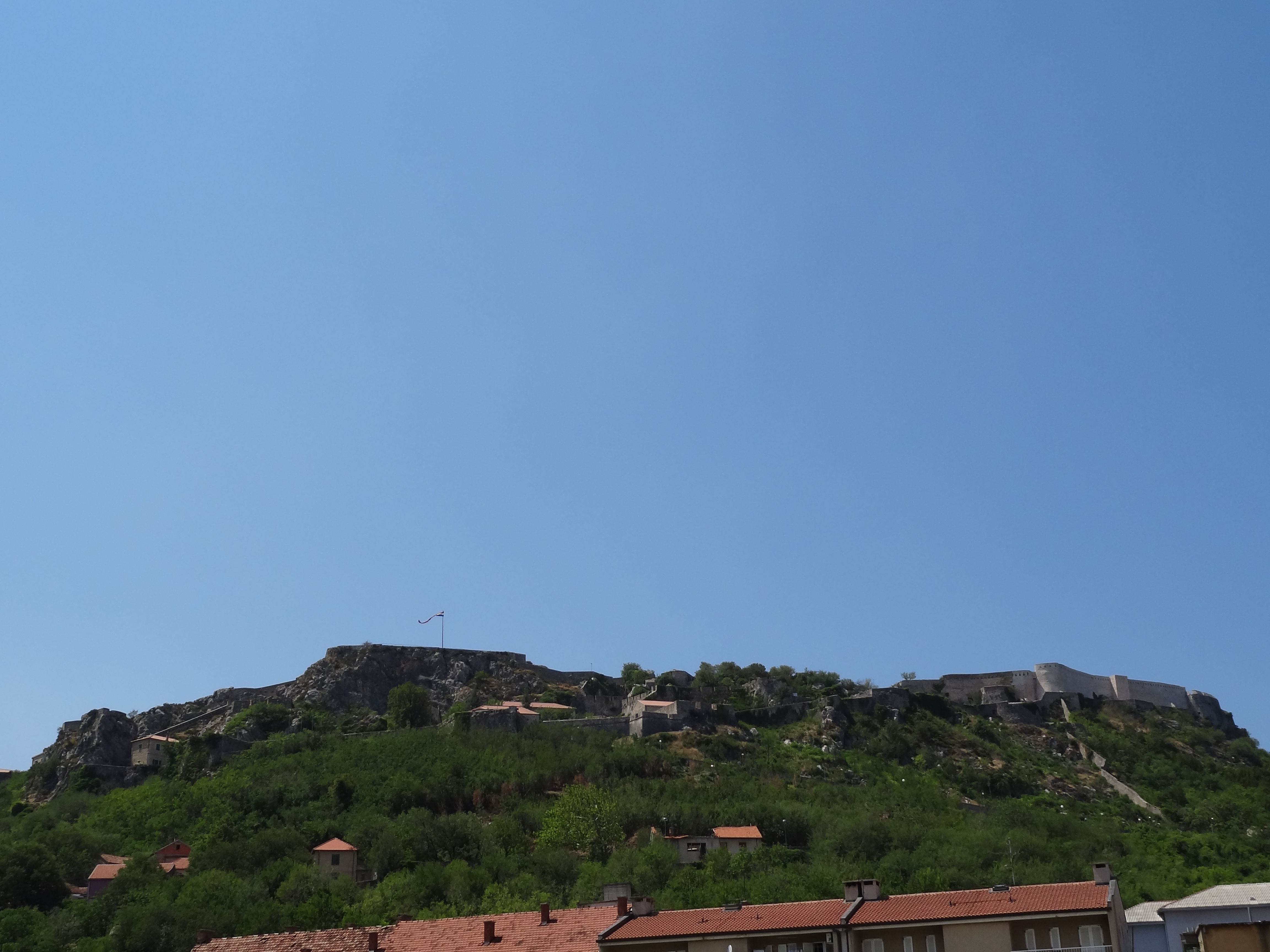
Resti medievali del castello di Tenin

Nella fortezza di Clissa, Mladen ricevette la notizia dell'arrivo del re a Tenin, circostanza la quale lo spinse a inviare il fratello minore Giorgio II come diplomatico con l'intento di negoziare. Carlo I accolse Giorgio con innegabile cortesia e si assicurò che Mladen arrivasse personalmente a Tenin. Nonostante le previe promesse della corona, quando Mladen arrivò, fu imprigionato e condotto insieme al re in Ungheria, dove visse in prigionia in condizioni sconosciute. È possibile che anche sua figlia Caterina fosse stata rapita. Si suppone che spirò intorno all'anno 1341.
A seguito di tali accadimenti, il re assegnò a Stefano II Kotromanić la Bosnia e la Dalmazia dal Cetina a Ragusa. Il vecchio membro della corte e cospiratore di Mladen, Giovanni Nelipić, colse l'occasione per sottrarre Tenin alle forze reali. Dopo la disfatta di Mladen II, la famiglia Šubić perse non solo la Bosnia, ma anche delle terre in Croazia, oltre a non riacquistare mai più la precedente influenza di cui godeva. A Mladen II successero come principali esponenti della famiglia Šubić il fratello Giorgio e, più tardi, il carismatico nipote Mladen III Šubić, che continuò a governare su Clissa, Scardona e Almissa fino al 1348.

## Rilevanza storica e giudizio storiografico
Gli storici hanno suggerito varie ragioni tese a giustificare il fallimento di Mladen rispetto al padre, perlopiù legate al suo carattere impetuoso e vanitoso, malgrado queste fossero caratteristiche tutt'altro che rare in un sovrano dell'epoca. Dal canto loro, i suoi contemporanei lo elogiavano per le sue virtù cavalleresche e la sua vasta cultura. Persino il cronista Miha Madijev, il cui parere sul personaggio storico in questione è molto negativo, ammette che leggeva spesso le Sacre Scritture. Pare avesse poi ispirato il suo medico personale, Guglielmo da Varignana (futuro professore di medicina a Bologna), a scrivere dei trattati scientifici.
Agli occhi delle città dalmate e di alcuni dei suoi sudditi, era ricordato come un tiranno. Il suo potere e la sua ingerenza divennero insopportabile per le città dalmate, la cui aristocrazia e i cui cittadini richiedevano più spazio per l'autogoverno, condizione impossibile per via della presenza di membri della corte di Mladen. Anche la nobiltà croata era insoddisfatta, poiché desiderava una percentuale maggiore di autonomia. I fallimenti politici e militari di Mladen non fecero che incoraggiare i loro appetiti.
Il suo destino suscitò simpatie durante il periodo del Romanticismo e, nel XIX secolo, si ipotizzò che due stanza nella fortezza di Tenin fossero state quelle dove rimase confinato.

## Titolatura
In un documento del 10 aprile 1318, Mladen II Šubić è chiamato «bano dei Croati e della Bosnia e signore supremo della Zaclumia».